# Notylia lankesteri
Notylia lankesteri är en orkidéart som beskrevs av Oakes Ames. Notylia lankesteri ingår i släktet Notylia och familjen orkidéer.
Artens utbredningsområde är Costa Rica. Inga underarter finns listade i Catalogue of Life.